# PepsiCo
PepsiCo, Inc. là một tập đoàn thực phẩm, đồ ăn nhẹ và đồ uống đa quốc gia của Mỹ có trụ sở tại Harrison, New York, trong ấp Purchase. PepsiCo quan tâm đến việc sản xuất, tiếp thị và phân phối thực phẩm ăn nhẹ có hạt, đồ uống và các sản phẩm khác. PepsiCo được thành lập vào năm 1965 với sự hợp nhất của Công ty Pepsi-Cola và Frito-Lay, Inc. PepsiCo đã mở rộng từ sản phẩm cùng tên Pepsi sang một loạt các thương hiệu thực phẩm và đồ uống rộng lớn hơn, trong đó lớn nhất bao gồm việc mua lại các công ty Tropicana vào năm 1998 và Quaker Oats Company vào năm 2001. Việc mua lại các công ty này giúp Pepsi  thêm thương hiệu Gatorade vào danh mục sản phẩm của mình.
Kể từ ngày 26 tháng 1 năm 2012, 22 thương hiệu của PepsiCo đã tạo ra doanh số bán lẻ hơn 1 tỷ đô la Mỹ, và các sản phẩm của công ty đã được phân phối trên hơn 200 quốc gia, dẫn đến doanh thu ròng hàng năm là 43,3 tỷ đô la Mỹ. Dựa trên doanh thu thuần, PepsiCo là doanh nghiệp thực phẩm và đồ uống lớn thứ hai trên thế giới, sau Nestlé. Trong phạm vi Bắc Mỹ, PepsiCo là doanh nghiệp thực phẩm và đồ uống lớn nhất tính theo doanh thu thuần. Ramon Laguarta đã là giám đốc điều hành của PepsiCo kể từ năm 2018. Việc phân phối và đóng chai đồ uống của công ty được thực hiện bởi PepsiCo cũng như các nhà đóng chai được cấp phép ở một số khu vực nhất định.